# Suflair

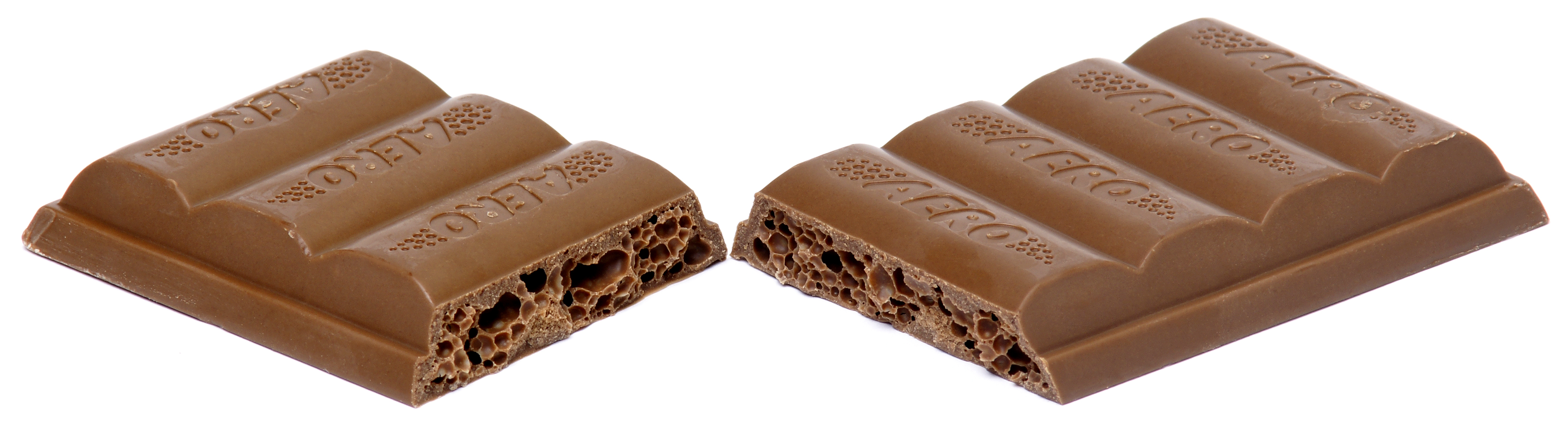
Uma barra de Suflair dividida.

Suflair é uma marca de chocolate ao leite aerado da Nestlé composto por leite condensado, cacau, açúcar, soro de leite em pó, estabilizante lecitina de soja e ricinoleato de glicerila, aromatizante. Para conservação do mesmo, é necessário mantê-lo em ambiente fresco, ventilado e seco para evitar o derretimento da manteiga do cacau. Uma porção de 25 gramas contém 132 kcal, 554 KJ, 15g de carboidratos, 1,3g de proteínas, 7,3g de gorduras totais, 4,3g de gorduras saturadas, 0,6g de fibra alimentar e 11mg de sódio. O chocolate é divido em tabletes: sortidos, barra 30g, barra 50g, barra 100g, duo 130g, bombom e o atual ovo de páscoa de colher.
Em outros países é conhecido como Aero, e vendidos sob esta marca principalmente no Reino Unido (onde se originou), Irlanda, Europa continental (incluindo Portugal), África do Sul, Argentina, Austrália, Oriente Médio e Canadá. Na Hungria, é vendido pela Nestlé como Boci Aero e na Holanda é vendido pela Nestlé como Bros (que significa "frágil"). A barra de Aero foi disponibilizada por um curto período nos Estados Unidos pela Nestlé na década de 1980, embora pareça não ter sido um sucesso comercial.
O processo de fabricação foi patenteado em 1935 por Rowntrees.

## História

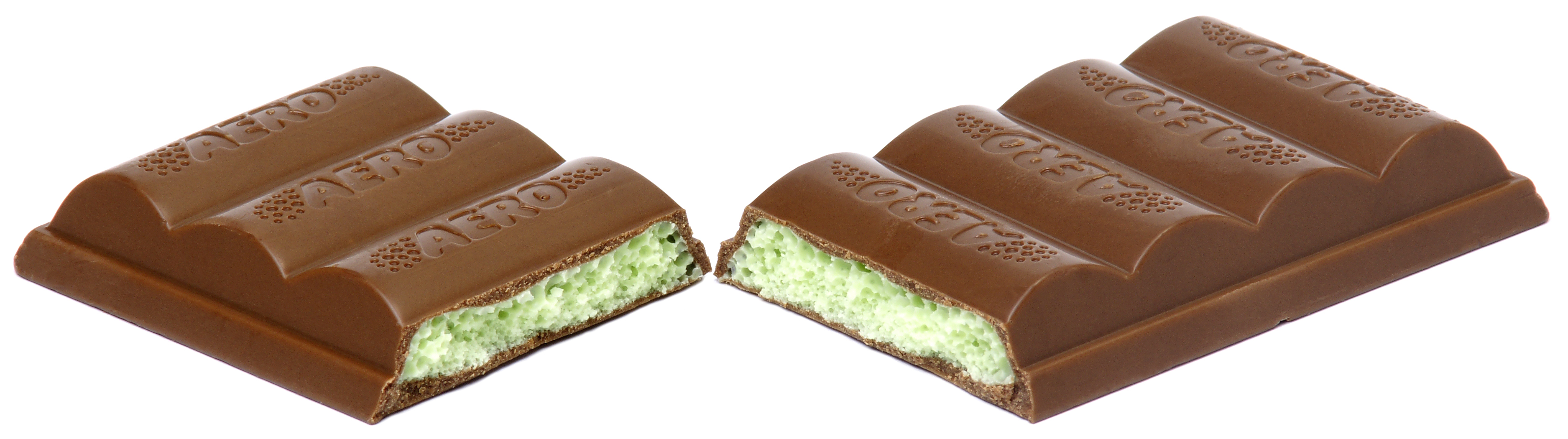
Divisão da versão menta de Aero.

Aero foi lançado em 1935 no norte da Inglaterra por um processo de fabricação patenteado por Rowntrees. Em 1936, ele se espalhou com o mesmo nome por Nova Iorque. Ao longo dos anos, estendeu na África do Sul, Austrália e Canadá (como Aero) e no Japão (como エアロ). Na década de 1970, o chocolate foi seguido pela variação em hortelã, cuja embalagem era verde e o slogan era "Segure firme ou vou embora" ("Hold on tight or I'll fly away").

### No Brasil
No final da década de 1970, quando a empresa Nestlé iniciou a criação de um novo chocolate ao mercado brasileiro desenvolvido no centro de pesquisas da empresa, na Bélgica, por meio de uma técnica que o tornava aerado, a mesma base de fabricação de um de seus carros-chefes no segmento, o Sensação. O nome Suflair vem da junção soufle e air da língua francesa, sopro de ar. O primeiro comercial foi ao ar em 1981, ele foi considerado uma novidade brasileira, pois mostrava cenas áereas com asa-deltas. Já o nome estrangeiro Aero é usado pelo chocolate aerado de outra subsidiária da Nestlé, Garoto.

## Slogans
Atualmente, o chocolate Suflair já teve quatro slogans que expressavam seu modo diferente de fabricação entre as demais marcas da Nestlé (a composição aerada).
- O chocolate diferente. (1981-2007)
- Surpreendente. (2007-2010)
- Inexplicavelmente diferente. (2010-2012)
- Derreta-se.  (2013-2020)